# Caio Blat
Caio Blat de Oliveira (São Paulo, 2 de junio de 1980) es un actor brasileño.

## Biografía
Su carrera comenzó a los ocho años de edad, haciendo comerciales para la televisión y como actor invitado en programas educativos. En 1994, su papel como el joven Carlos en la serie Éramos seis le valió el reconocimiento del público de su nativo São Paulo. La fama a nivel nacional vino con su interpretación en Chiquinha Gonzaga. 
Habiendo pasado la mayor parte de su vida en São Paulo, Caio Blat decide mudarse a Río de Janeiro, la capital cultural de Brasil, para unirse al grupo de actores de la televisora Rede Globo. Debido a esto, decide truncar sus estudios en Derecho en la Universidad de São Paulo.
Blat pertenece a una familia de actores de teatro y dramaturgos, por tanto, dedica la mayor parte de su tiempo al teatro, más que al cine o la televisión.
Además es espírista, y posee como religión el kardecismo.

## Televisión
| Año  | Título                             | Personaje                              |  |
| ---- | ---------------------------------- | -------------------------------------- |  |
| 1994 | Éramos Seis                        | Carlos (joven)                         |  |
| 1994 | As pupilas do senhor reitor        | Henrique                               |  |
| 1998 | Fascinação                         | Gustavo                                |  |
| 1999 | Chiquinha Gonzaga                  | João Batista Fernandes Lage (joven)    |  |
| 1999 | Andando nas nuvens                 | Thiago San Marino                      |  |
| 2000 | Esplendor                          | Bruno Sampaio                          |  |
| 2001 | Um anjo caiu do céu                | Rafael                                 |  |
| 2002 | Corazón de estudiante              | Matheus Camargo                        |  |
| 2004 | El color del pecado                | Abelardo Sardinha                      |  |
| 2006 | Niña moza                          | Mário Mathias                          |  |
| 2007 | Amazônia, de Gálvez a Chico Mendes | Xavier                                 |  |
| 2008 | Ciranda de Pedra                   | Afonso Müler                           |  |
| 2009 | India, una historia de amor        | Ravi Ananda                            |  |
| 2011 | Dinosaurios & Robots               | Leandro Pereira                        |  |
| 2012 | Lado a lado                        | Fernando Lemos Vieira                  |  |
| 2013 | Preciosa perla                     | Sonan Gyatso                           |  |
| 2014 | Imperio                            | José Pedro Medeiros / Fabrício Melgaço |  |
| 2016 | Liberdade, Liberdade               | André                                  |  |
| 2017 | Os Dias Eram Assim                 | Túlio Menezes                          |  |
| 2017 | Cidade Proibida                    | Nelson                                 |  |
| 2018 | McMafia                            | Antonio Mendez                         |  |
| 2018 | Deus Salve o Rei                   | Cássio                                 |  |
| 2018 | Carcereiros                        | Samuel                                 |  |
| 2018 | O Sétimo Guardião                  | Geandro Rocha                          |  |
| 2019 | Segunda chamada                    | Paulo Moreira                          |  |
| 2020 | Amor e sorte                       | Manoel                                 |  |
| 2022 | Mar do sertão                      | Pajeú                                  |  |
| 2025 | Belleza fatal                      | Benjamín Argento                       |  |

## Filmografía
| Año  | Título                                        | Personaje               |
| ---- | --------------------------------------------- | ----------------------- |
| 1998 | Caminho dos Sonhos                            | Pedro Moraes            |
| 2001 | Lavoura Arcaica                               | Lula                    |
| 2001 | Como perros y gatos                           | Lou (doblaje portugués) |
| 2002 | Cama de Gato                                  | Cristiano               |
| 2003 | Carandiru                                     | Deusdete                |
| 2005 | Quanto Vale ou É por Quilo?                   |                         |
| 2005 | O Quintal dos Guerrilheiros                   | Toti                    |
| 2006 | El año que mis padres se fueron de vacaciones | Ítalo                   |
| 2006 | Baixio das Bestas                             | Cícero                  |
| 2006 | Proibido Proibir                              | Paulo                   |
| 2007 | Batismo de Sangue                             | Frei Tito               |
| 2008 | Bezerra de Menezes - O Diário de um Espírito  | Militar                 |
| 2010 | Histórias de Amor Duram Apenas 90 Minutos     | Zeca                    |
| 2010 | Os Inquilinos                                 | Evandro                 |
| 2010 | O Bem Amado                                   | Neco Pedreira           |
| 2010 | Bróder                                        | Macú                    |
| 2010 | As Melhores Coisas do Mundo                   | Artur                   |
| 2011 | As Mães de Chico Xavier                       | Karl                    |
| 2012 | Meus Dois Amores                              | Manuel                  |
| 2012 | Xingu                                         | Leonardo Villas-Bôas    |
| 2013 | Entre Nós                                     | Felipe                  |
| 2014 | Alemão                                        | Samuel                  |
| 2015 | Ponte Aérea                                   | Bruno                   |
| 2015 | Muitos Homens Num Só                          | Félix Pacheco           |
| 2015 | Metanoia                                      | Jeff                    |
| 2015 | Califórnia                                    | Carlos                  |
| 2016 | BR716                                         | Felipe                  |
| 2019 | Araña                                         |                         |